# Jurkowo (jezioro na Wysoczyźnie Łobeskiej)
Jurkowo – jezioro na Wysoczyźnie Łobeskiej, położone w gminie Radowo Małe, w powiecie łobeskim, w woj. zachodniopomorskim.
Powierzchnia zbiornika wynosi 4,14 ha. Maksymalna głębokość Jurkowa sięga 3,0 m.
Jurkowo w typologii rybackiej jest jeziorem karasiowym.
Na wodach Jurkowa obowiązuje zakaz używania jednostek pływających z napędem spalinowym. 
Przy południowym brzegu jeziora przebiega droga wojewódzka nr 147, która wychodzi z pobliskiej wsi Strzmiele. Ok. 0,5 km na południowy wschód znajduje się Jezioro Strzemielskie.